# Seeschlacht von Preveza
Die Seeschlacht von Preveza fand am 28. September 1538 vor der Küste nahe Preveza in Nordwestgriechenland zwischen einer Flotte des Osmanischen Reichs und jener eines christlichen Bündnisses, das Papst Paul III. zustande gebracht hatte, statt.

## Vorgeschichte
Khair ad-Din Barbarossa, der Befehlshaber der Osmanischen Flotte, erschien 1537 im Ionischen Meer, belagerte die venezianische Festung Korfu und verwüstete die Küste Kalabriens in Süditalien.
Angesichts dieser Bedrohung kümmerte sich Papst Paul III. im Februar 1538 darum, eine Heilige Liga zu bilden, in welcher Streitkräfte des Papstes, Spaniens und Venedigs Barbarossas Flotte Paroli bieten sollten. Dessen Geschwader umfasste im Sommer eine Gesamtzahl von 122 großen und kleinen Galeeren. Die aufgebotene Flotte der Heiligen Liga bestand aus 302 Schiffen (162 Galeeren und 140 Barken), wovon unter anderem 55 Galeeren von der Republik Venedig, 49 von Spanien sowie 27 vom Kirchenstaat und dem Johanniterorden gestellt waren. Andrea Doria, der genuesische Admiral im Dienste Kaisers Karl V., hatte den Oberbefehl.

## Schlachtverlauf
Die Mitglieder der Heiligen Liga entschieden sich, ihre Flotten bei der Insel Korfu zu vereinen. Zuerst kamen die päpstliche Flotte unter dem Befehl von Marco Grimani und die venezianische Flotte unter dem Befehl von Vittore Capello an. Am 22. September 1538 gesellte sich die spanisch-genuesische Flotte unter Andrea Doria der Kriegsarmada hinzu.
Vor Andrea Dorias Ankunft versuchte Grimani, Truppen nahe der Festung von Preveza zu landen, zog sie aber zurück, als er im Aufeinandertreffen mit Osmanischen Kräften etliche Verluste erlitt.
Barbarossa hielt sich zu jener Zeit auf der Insel Kos im Ägäischen Meer auf, erschien aber bald nach einem Überfall auf die Insel Kefalonia mit dem Rest der Osmanischen Flotte bei Preveza. Sinan Reis, ein älterer türkischer General, der Barbarossa den Oberbefehl verübelte, drängte diesen, Truppen bei Actium am Golf von Arta nahe Preveza zu landen. Barbarossa hielt nichts von diesem Plan, stimmte ihm jedoch widerstrebend angesichts des Drängens seiner Soldaten und ihrer Führer zu. Der Versuch, die Position an Land zu sichern, scheiterte, als die von Murat Reis angeführten Truppen unter massives Feuer christlicher Schiffe gerieten und sich auf ihre Schiffe zurückziehen mussten.
Da die Osmanen die Festung bei Actium hielten und die Flotte Barbarossas von dort unterstützen konnten, musste Andrea Doria seine Schiffe von der Küste fernhalten. Eine Landung, um Actium einzunehmen, wäre vermutlich nötig gewesen, um einen Erfolg sicherzustellen. Doch Doria befürchtete eine Niederlage an Land, nachdem der anfängliche Versuch durch Grimani vor seiner Ankunft durch Osmanische Kräfte abgewehrt worden war.
Obwohl die christlichen Schiffe um das Halten ihres Abstandes zur Küste bemüht waren, trieben sie widrige Winde auf das feindliche Gestade zu und Barbarossa hatte die vorteilhaftere Innenposition. In der Nacht von 27. auf den 28. September segelte Doria 30 Meilen nach Süden, und als der Wind erstarb, ankerte er bei Sessola nahe der Insel Lefkada. Während der Nacht entschieden Doria und seine Kommandanten, dass es die beste Wahl sei, einen Angriff in Richtung Lepanto zu inszenieren und Barbarossa zum Kampf zu zwingen.

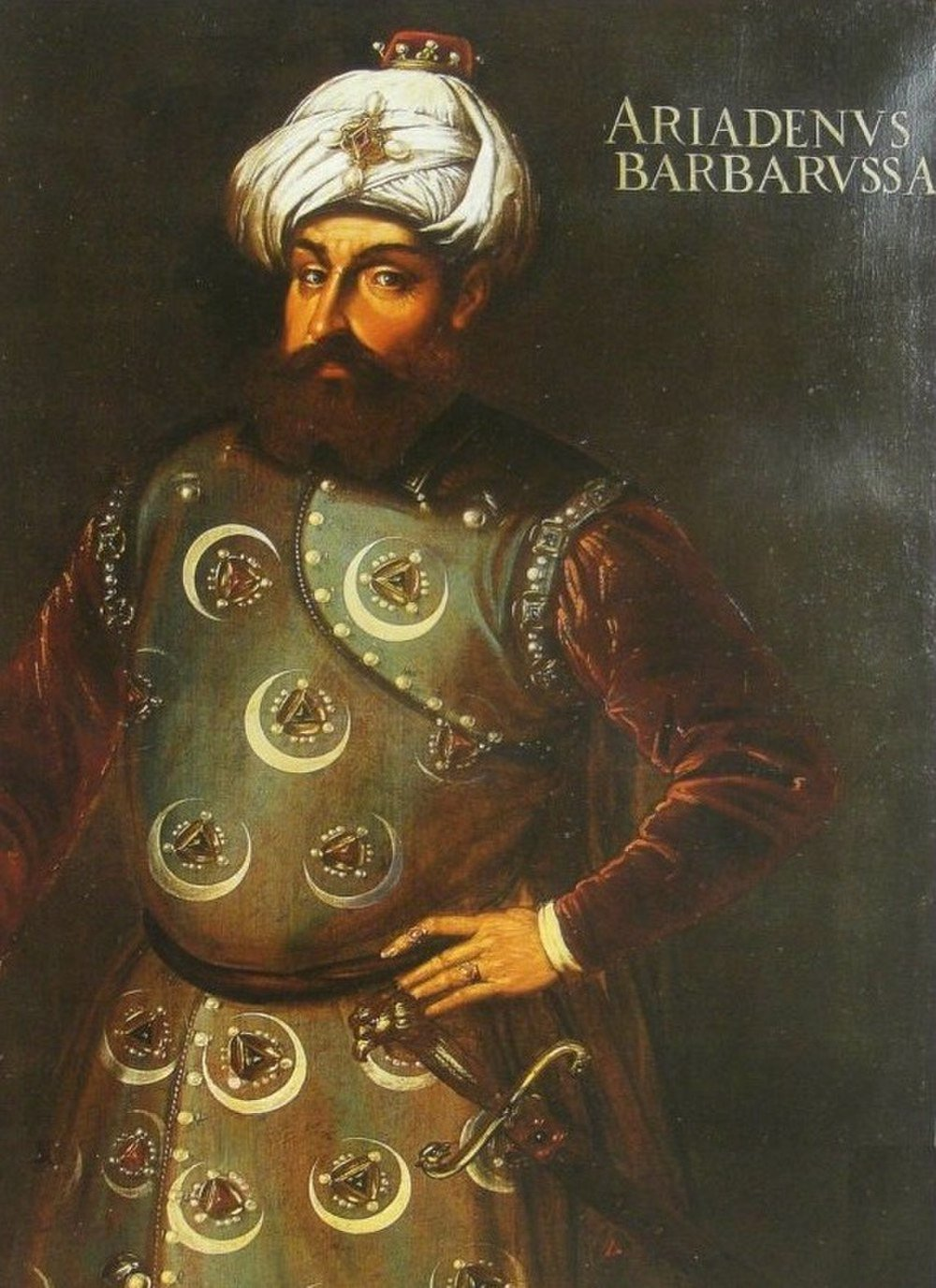
Khair ad-Din Barbarossa

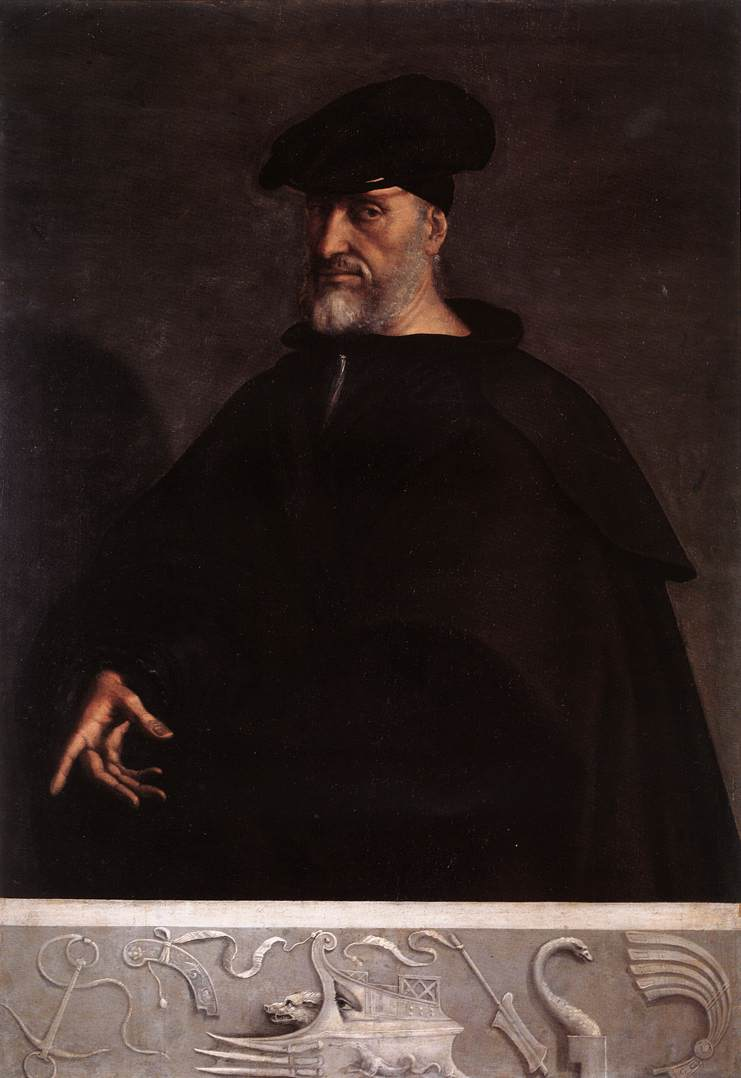
Andrea Doria, Gemälde von Sebastiano del Piombo (ca. 1526)

In der Morgendämmerung musste Doria jedoch überrascht sehen, dass die Osmanen in seine Richtung segelten. Barbarossas Flotte von inzwischen ungefähr 140 Schiffen hatte ihren Ankerplatz verlassen und steuerte südwärts. Turgut Reis bildete mit sechs großen Schiffen die Vorhut, und der linke Flügel kam nah an der Küste daher. Solch eine verwegene Offensive von der zahlenmäßig unterlegenen türkischen Flotte nicht erwartend, kostete es Doria, gedrängt durch Grimani und den Patriarchen von Aquileia, Vincenzo Capello, drei Stunden, um seiner Flotte den Auftrag zu erteilen, die Anker zu lichten und gefechtsbereit zu sein.
Der mangelnde Wind war ungünstig für Doria. Das sehr große venezianische Flaggschiff „Galeone Di Venezia“ mit seinen massigen Kanonen lag in einer Flaute vier Meilen vom Land und zehn Meilen von Sessola entfernt fest. Während die christlichen Schiffe damit rangen, in die Nähe stärkerer Unterstützung zu kommen, wurden sie bald durch feindliche Galeeren umzingelt und in eine furiose Schlacht verwickelt, die Stunden dauerte und viele Schäden an Osmanischen Galeeren anrichtete.

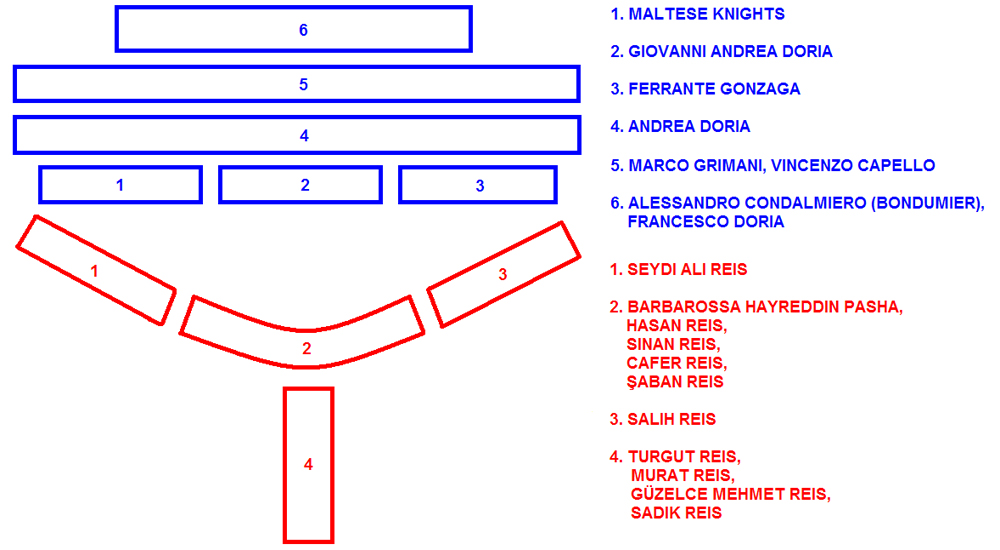
Position der gegnerischen Flotten

Als Wind aufkam, näherte sich die restliche christliche Flotte schließlich dem Geschehen, obgleich Doria zuerst eine Anzahl von Manövern durchführen ließ, welche die Osmanen aufs Meer hinauslocken sollten. Ferrante I. Gonzaga, der Vizekönig von Sizilien, agierte am linken Flügel der kombinierten Flotte, während die maltesischen Ritter den rechten Flügel bildeten. Doria unterstellte vier seiner schnellsten Galeeren dem Befehl seines Neffen Giovanni Andrea Doria und positionierte sie in der Mitte der Flotte. Die päpstlichen und venezianischen Galeeren wurden dahinter in Position gebracht. Den Schlussteil bildeten die venezianischen Schiffe unter dem Befehl von Alessandro Bondumier und die Genueser Schiffe unter dem Befehl von Francesco Doria.
Barbarossas Hauptoffiziere Turgut Reis, Salih Reis, Murat Reis und Güzelce Kaptan befehligten die Flügel seiner Flotte und verwickelten die venezianischen, päpstlichen und maltesischen Schiffe in den Kampf. Doria selbst zögerte, mit seinem Zentrum gegen Barbarossa zu agieren, was zu allerlei taktischen Manövern, aber wenig Kämpfen führte. Am Ende des Tages hatten die diszipliniert kämpfenden Osmanen eine erhebliche Anzahl christlicher Schiffe erobert oder versenkt. Am folgenden Morgen mit günstigem Wind setzte Doria Segel und verließ das Schlachtfeld Richtung Korfu – abgeneigt, die spanisch-genuesischen Schiffe zu riskieren und taub gegenüber Einwendungen der venezianischen, päpstlichen und maltesischen Kommandeure, den Kampf fortzusetzen.
Am Ende hatte die osmanische Seite etwa 400 Tote und 800 Verwundete zu beklagen, aber keine Schiffe verloren. Die Osmanen versenkten zwei venezianische Galeeren, eine päpstliche Galeere und fünf spanische Schiffe, welche Soldaten transportierten (viele von ihnen wurden gefangen genommen), steckten fünf Handelsschiffe von Venedig und Ragusa in Brand, eroberten 36 christliche Schiffe und nahmen insgesamt rund 3.000 Leute gefangen.

## Bewertung und Folgen
Der Sieg der Osmanen in dieser Schlacht bildete die Basis dafür, dass das Osmanische Reich bis zur Seeschlacht von Lepanto 1571 für einige Jahrzehnte die führende Seemacht im Mittelmeer war. Einige Historiker vertreten die Ansicht, dass der Sieg vor Preveza der größte Erfolg in der Osmanischen Marinegeschichte war.
Es wird häufig spekuliert, dass Dorias Ausflüchte und Mangel an Eifer an seiner Abneigung lagen, seine eigenen Schiffe (er besaß persönlich eine erhebliche Anzahl der „spanisch-genuesischen“ Flotte) zu riskieren und an seiner seit langer Zeit bestehenden Feindseligkeit gegenüber Venedig, dem heftigen Rivalen seiner Heimatstadt und damaligen Primärziel Osmanischer Angriffe.
Im Jahr 1539 kehrte Barbarossa zurück und eroberte fast alle restlichen christlichen Vorposten im Ionischen und Ägäischen Meer.
Im Oktober 1540 wurde ein Friedensvertrag zwischen Venedig und dem Osmanischen Reich unterzeichnet, der den Osmanen die Kontrolle über die venezianischen Besitzungen in Morea und Dalmatien und der venezianischen Inseln im Ägäischen, Ionischen und dem östlichen Adriatischen Meer ermöglichte. Venedig musste außerdem 300.000 Golddukaten Tribut an das Osmanische Reich zahlen.
Mit dem Sieg in der Schlacht von Preveza 1538 und der Seeschlacht von Djerba 1560 wehrte das Osmanische Reich erfolgreich die Bemühungen der beiden Mittelmeermächte Venedig und Spanien ab, den fortgesetzten Osmanischen Drang, das Mittelmeer zu beherrschen, zu stoppen. Dies änderte sich erst mit der Seeschlacht von Lepanto im Jahr 1571.